# Gerhard Walterskirchen

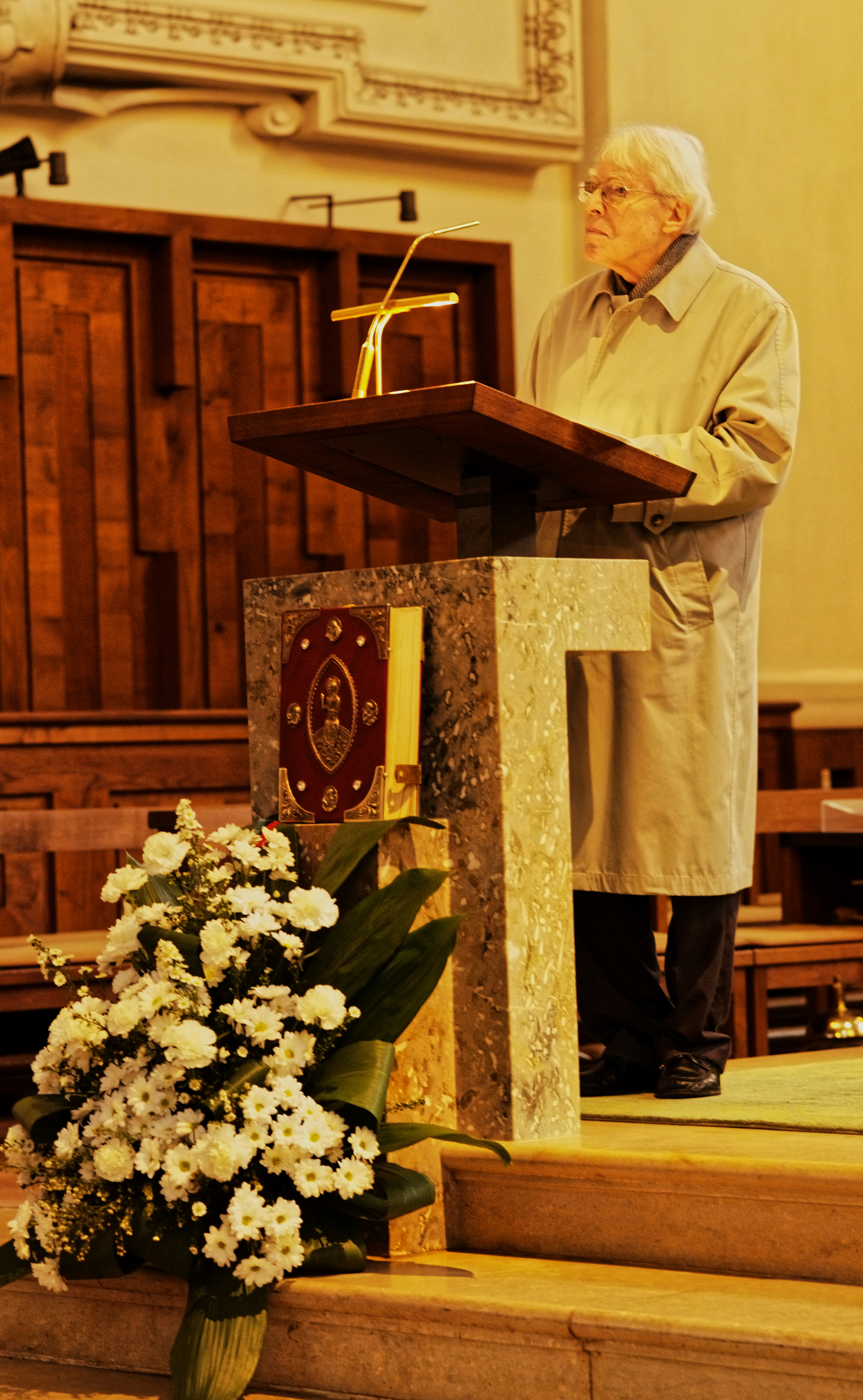
Gerhard Walterskirchen (Alpenforum 2018 – Salzburger Dom)

Gerhard Walterskirchen (* 29. Oktober 1939 in Kemmelbach, Marktgemeinde Neumarkt an der Ybbs) ist ein österreichischer Musikwissenschaftler und Orgelforscher.

## Leben
Walterskirchen wurde in Kemmelbach im westlichen Niederösterreich geboren. Er legte am öffentlichen Stiftsgymnasium der Benediktiner in Seitenstetten die Reifeprüfung ab. Danach studierte er in Wien und Salzburg Rechtswissenschaften, Orgel, Schulmusik, Musikwissenschaft, Kunstgeschichte, Pädagogik und Philosophie. Er arbeitete zunächst als Musikerzieher am musisch-pädagogischen Bundesrealgymnasium Salzburg-Nonntal. 1975 begann er, als Vertragsassistent am Institut für Musikwissenschaft der Universität Salzburg zu arbeiten. Im Jahr 1982 wurde er mit der Dissertation Orgeln und Orgelbauer in Salzburg vom Mittelalter bis zur Gegenwart. Beiträge zu 700 Jahren Orgelbau in der Stadt Salzburg promoviert. Bis zur Emeritierung war er Assistenzprofessor an der Universität Salzburg.

## Publikationen (Auswahl)
- Orgelfrühling in Salzburg. In: Singende Kirche. Jg. 22 (1974/75), Nr. 3, S. 134.
- Mit Kurt Birsak: Die Orgelinstrumente im Salzburger Museum Carolino Augusteum. Jahresschrift. Salzburg 1977/78.
- Eine „Stille-Nacht-Orgel“ für Oberndorf. In: Blätter der Stille-Nacht-Gesellschaft. Folge 6, Jg. 1980, S. 4.
- Orgelbau und Orgelmusik im 19. Jahrhundert in Salzburg. In: Bürgerliche Musikkultur im 19. Jahrhundert in Salzburg. Symposiumsbericht 1980. Redigiert von Rudolph Angermüller, hg. von der Stiftung Mozarteum. Salzburg 1981, S. 104–111.
- Orgeln und Orgelbauer in Salzburg vom Mittelalter bis zur Gegenwart. Beiträge zu 700 Jahren Orgelbau in der Stadt Salzburg. Dissertation. Universität Salzburg, 1982 (Ms).
- Baugeschichte der Orgel der Universitätskirche. In: Die Orgel der Universitätskirche Salzburg. Weihe der renovierten Mauracher-Orgel 10. Juli 1982. Salzburg 1982, S. 13–19.
- Aus der Orgelchronik unserer Pfarrkirche. In: Die italienische Orgel bei St. Erhard im Nonntal. Festschrift zur Orgelweihe. Salzburg 1984 o. S.
- Zur Geschichte der Chormusik im Gottesdienst. Erzdiözese Salzburg. In: Kirchenchöre Österreichs. Geschichte der Chormusik im Gottesdienst und Dokumentation von Kirchenchören in Österreich und Südtirol. (Ausgabe A). Hg. von Johann Trummer. Graz 1987, S. 12–25.
- Zur Geschichte der großen Orgel im Salzburger Dom 1300–1984. In: Die große Orgel im Salzburger Dom. Festschrift zur Weihe der neuen großen Orgel im Salzburger Dom 1988. Hg. vom Metropolitankapitel von Salzburg. Schriftleitung: Ernst Hintermaier. Salzburg 1988.
- Mit Petrus Eder: Das Benediktinerstift St. Peter in Salzburg zur Zeit Mozarts: Musik und Musiker – Kunst und Kultur. [Erschienen im Zusammenhang mit der 1991 in den Räumen der Johann-Michael-Haydn-Gedenkstätte im Stiftshof von St. Peter in Salzburg stattfindenden Ausstellung „St. Peter zur Zeit Mozarts“]. Verlag St. Peter, Salzburg 1991.
- Improvisatorische Modalitäten in der Instrumentalmusik des 18. Jahrhunderts. In: Musik Mitteleuropas in der 2. Hälfte des 18. Jahrhunderts. Bericht über die Internationale musikwissenschaftliche Konferenz Bratislava, 23. bis 25. März 1992. Hg. von Pavol Polák. Institut für Musikwissenschaft der Slowakischen Akademie der Wissenschaften, Bratislava 1993, S. 127–133 (= Congressus internationales musicologici Bratislavenses. 1).
- Mozarts Salzburger Kirchenmusik gestern und heute. Dritter Teil der SN-Serie über die Mozart-Spielstätten in Salzburg. In: Salzburger Nachrichten. 52 (1996), Salzburg, 9. Juli 1996, S. 9.
- Mit Stefan Engels: Musica sacra mediaevalis: Salzburg, 6. – 9. Juni 1996, Kongressbericht = Geistliche Musik Salzburgs im Mittelalter. EOS-Verlag, St. Ottilien 1998, ISBN 3-88096-881-0 (= Studien und Mitteilungen zur Geschichte des Benediktinerordens und seiner Zweige. Ergänzungsband 40)
- Heinrich Franz Biber (1644–1704): Kirchen- und Instrumentalmusik. Kongreßbericht. Selke, Salzburg 1997, ISBN 3-901353-15-1 (= Veröffentlichungen zur Salzburger Musikgeschichte. 6).
- Musik – Werke – Komponisten. In: Hanswurst und Zauberspiel. Das barocke Universitätstheater in Salzburg. Hg. vom Salzburger Museum Carolino-Augusteum. Salzburger Museum Carolino-Augusteum, Salzburg 2004, S. 18–19 (= Salzburger Museumshefte. 6).
- mit Jürg Stenzl, Ernst Hintermaier (Hrsg.): Salzburger Musikgeschichte. Vom Mittelalter bis ins 21. Jahrhundert. Verlag Anton Pustet, Salzburg / München 2005.
  - Orgelbau, S. 364–370.
- „… er ist der Stolz der Stadt für ewige Zeiten.“ Aufstieg und Fall des Orgelbauers Ludwig Mooser. Festschrift Alfred Reichling zum 70. Geburtstag. Hg. von Roland Behrens und Christoph Grohmann. Gesellschaft der Orgelfreunde 2005 (Sonderdruck), S. 525–536.
- Mozart und die Orgel. „Der König aller instrumenten“. In: Zwischen Himmel & Erde. Mozarts geistliche Musik. (Katalog mit Audio-CD zur 31. Sonderschau des Dommuseums zu Salzburg, 8. April bis 5. November 2006). Hg. von Peter Keller und Armin Kircher. Dommuseum zu Salzburg, Salzburg / Schnell & Steiner, Regensburg / Carus-Verlag, Stuttgart 2006, S. 47–49.
- Die den Brüdern Weitmoser gewidmeten Sacrae Cantiones von Sebastian Hasenknopf im Kontext der Musik der 2. Hälfte des 16. Jahrhunderts. In: Mitteilungen der Gesellschaft für Salzburger Landeskunde. 149, 2009, S. 75–84 (zu den Brüdern Weitmoser; zobodat.at [PDF]).
- Mit Gottfried Franz Kasparek: Die Geschichte der Orgel im Großen Saal der Stiftung Mozarteum. In: Propter-Homines-Orgel im Großen Saal der Stiftung Mozarteum Salzburg. Festschrift, Internationale Stiftung Mozarteum, 2010.
- Mit Lars Laubhold: Klang-Quellen. Festschrift für Ernst Hintermaier zum 65. Geburtstag. Symposionsbericht. Strube, München 2010 (= Veröffentlichungen zur Salzburger Musikgeschichte. Band 9).
- Das historische Glockenspiel der Salzburger Residenz. Probleme einer Restaurierung. In: Mozart im Zentrum. Festschrift für Manfred Hermann Schmid zum 60. Geburtstag. Hg. von Ann-Katrin Zimmermann und Klaus Aringer. Hans Schneider Tutzing 2010, S. 37–49.
- „… Weil der Organist doch immer am besten versteht, was sein Bedarf ist.“ Ein unbekanntes Orgelgutachten von Franz Xaver Gruber . In: De Editione Musices. Festschrift Gerhard Croll zum 65. Geburtstag. Hg. von Wolfgang Gratzer und Andrea Lindmayr. Salzburg 1992, S. 339–347.
- Hg. mit Gerhard Croll: Bernhard Paumgartner: Erinnerungen. 2. überarb. Auflage. Gesellschaft für Salzburger Landeskunde, Salzburg 2001 (= Veröffentlichungen zur Salzburger Musikgeschichte. Bd. 7).
- Hg. mit Ernst Hintermaier, Jürg Stenzl: Salzburger Musikgeschichte: vom Mittelalter bis ins 21. Jahrhundert. Pustet, Salzburg u. a. 2005, ISBN 3-7025-0511-3.
- Klang-Quellen: Festschrift für Ernst Hintermaier zum 65. Geburtstag. Symposionsbericht. Strube, München 2010, ISBN 978-3-89912-140-7 (= Veröffentlichungen zur Salzburger Musikgeschichte. Bd. 9).
- Mit Sabine Krohn: Außerordentlich beliebt und bekannt… Johann Michael Haydn: 1737–1806. Leben, Werk, Zeit. Carus, Leinfelden-Echterdingen 2012, ISBN 978-3-89948-174-7.